# Pterolophia bialbomaculipennis
Pterolophia bialbomaculipennis är en skalbaggsart som beskrevs av Stefan von Breuning och Heyrovsky 1964. Pterolophia bialbomaculipennis ingår i släktet Pterolophia och familjen långhorningar. Inga underarter finns listade i Catalogue of Life.